# Finchley Central (Metropolitano de Londres)

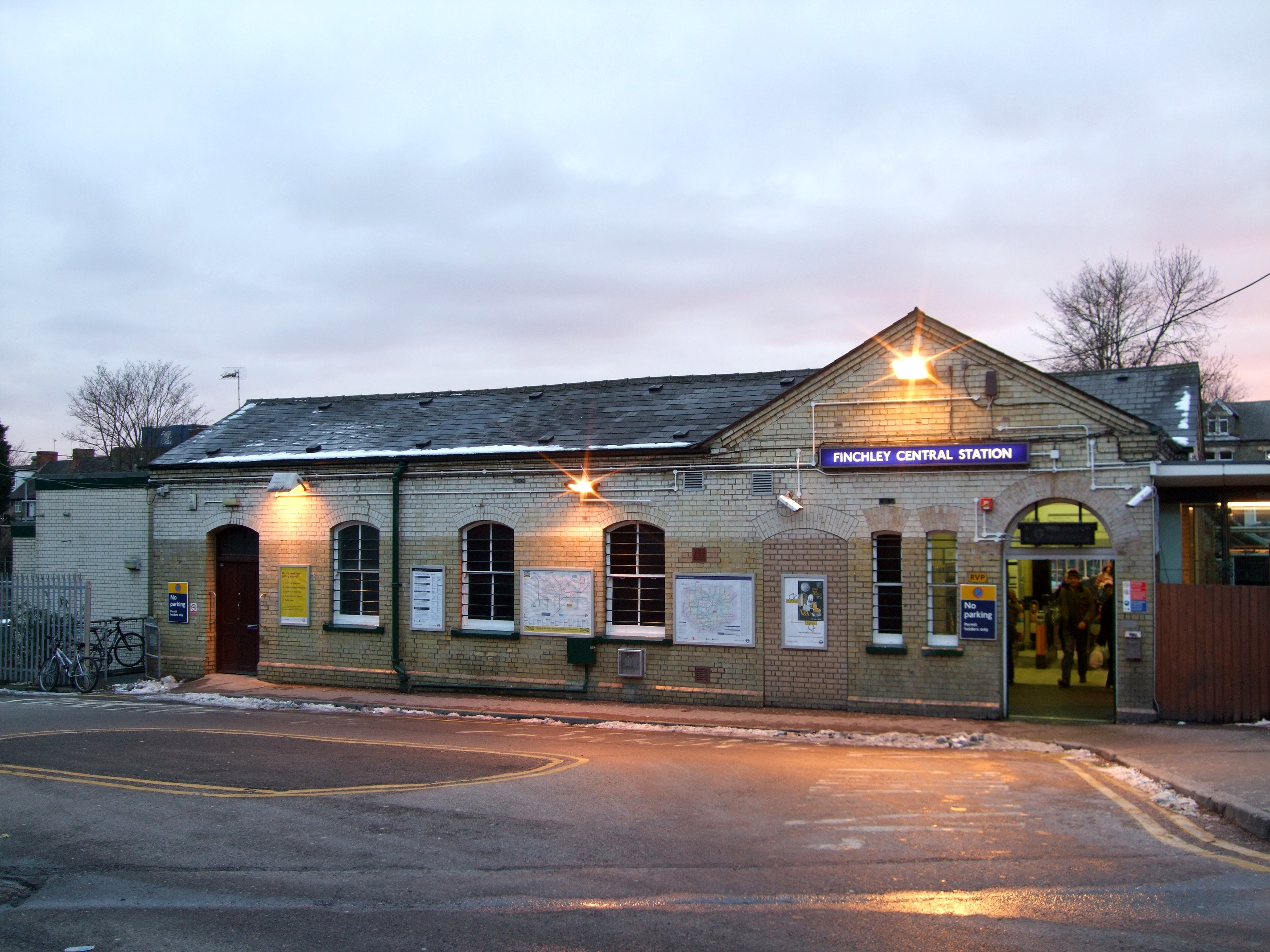
Entrada principal da estação de Finchley Central, 2006.

Finchley Central é uma estação do Metrô de Londres, na área de Church End de Finchley, ao norte de Londres. Ela foi inaugurada em 1867. A estação está localizada na Northern line, entre as estações West Finchley e East Finchley; é a junção do ramal curto para a Mill Hill East. A estação fica a cerca de 7 milhas ao norte-noroeste de Charing Cross e está na Zona 4 do Travelcard.